# Flygstambana

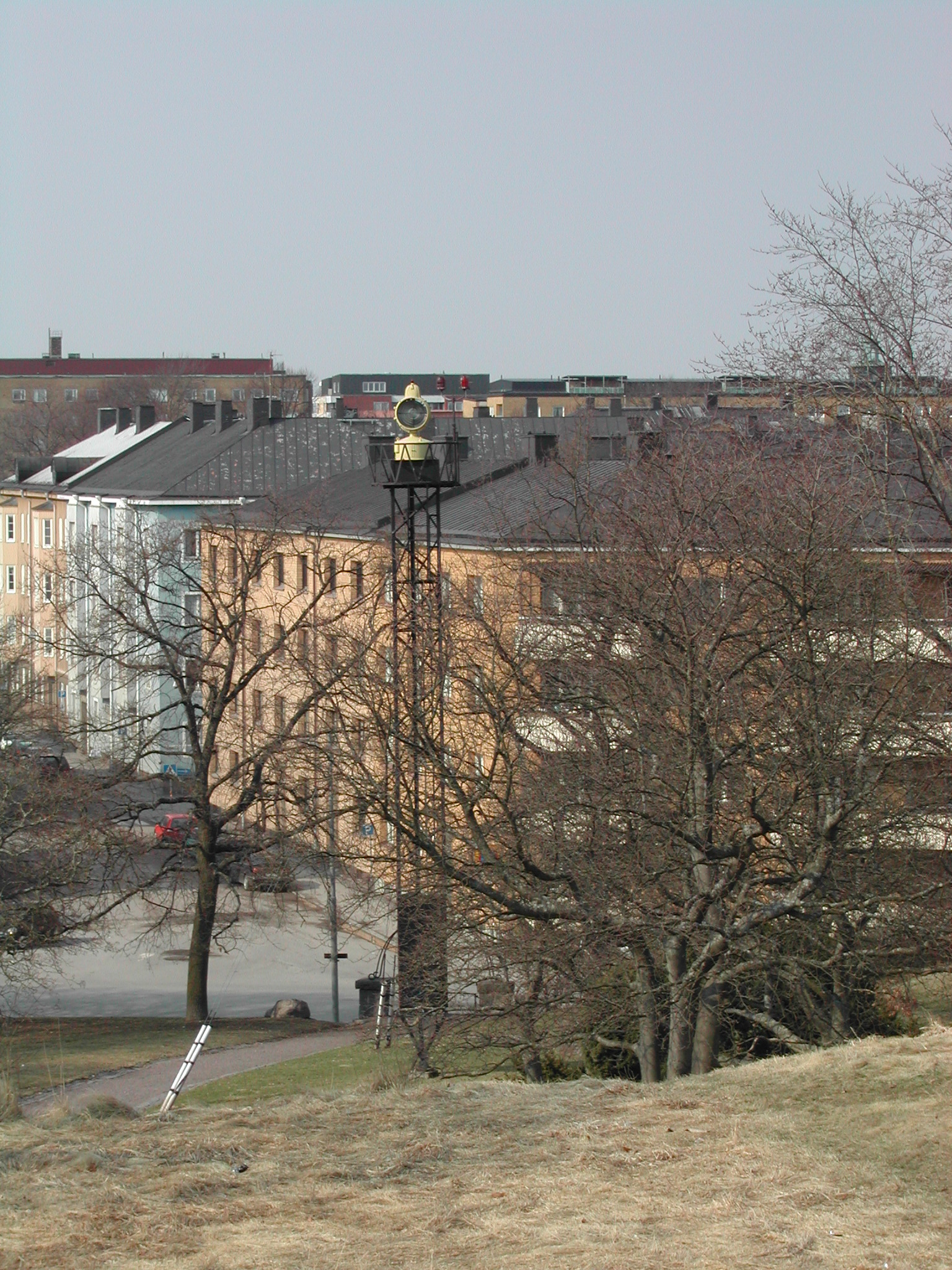
Bevarad flygfyr i Norrköping

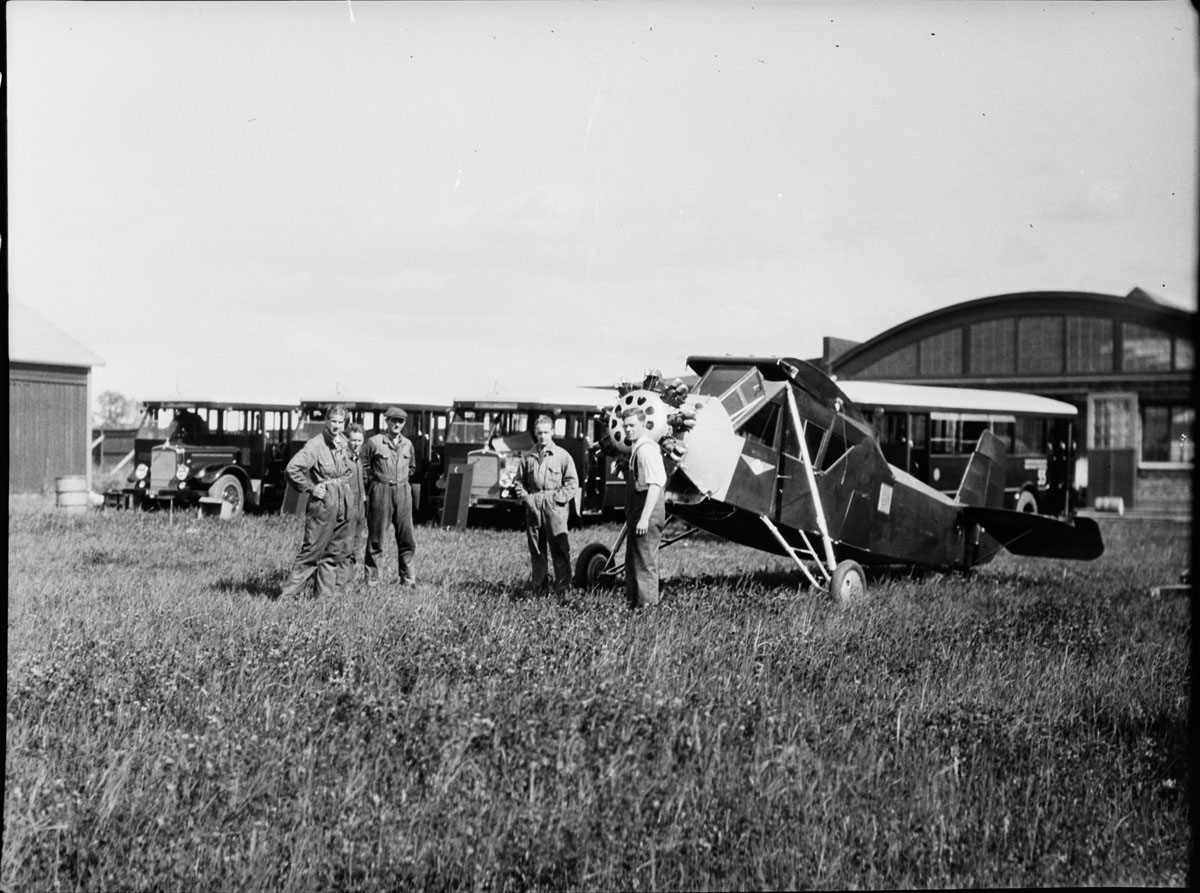
En ASJA L1 Viking på Jönköpings gamla flygfält, som var en av nödflygplatserna, invigd 1935

Flygstambana var det namn som användes för de två stora flygleder som inrättades i svenskt luftrum på 1930-talet genom beslut av  1932 års riksdag.
Åren 1928–1930 gjorde Svenska Luftfartsförbundet undersökningar om lämpliga flygleder Stockholm-Malmö och Oslo-Göteborg-Malmö. En drivande person var översten Gabriel Hedengren. Flygstambanorna var delar av nordiska flygleder Reval–Helsingfors– Stockholm–Malmö–kontinenten och Oslo–Göteborg–Malmö. Flygfyrar för navigering sattes upp på 15–20 meter höga master på 20 till 30 kilometers avstånd emellan. Den första gick från Stockholm över Norrköping, Hästholmen, Jönköping och Lagadalen. 
Utefter flygstambanorna byggdes nödlandningsfält med 50 kilometer emellan, till exempel det 1935 invigda Jönköpings flygfält, det 1936 invigda Halmstads flygplats och Ljungby-Feringe flygplats. Dessa skulle öka säkerheten för nattpostflyget till kontinenten och ge det möjlighet att operera hela året, inte bara under sommarnätterna. 
En av flygstambanornas flygfyrar har bevarats till eftervärlden: nummer 107 i Smedby strax öster om Norrköping. Den skänktes 1981 till Luftfartsverket av Norrköpings kommun. Den flyttades därefter till Oxelbergsparken, i anslutning till Luftfartsverkets huvudkontor.

## Nödlandningsflygfält

### Bromma–Bulltofta
- Wängsö
- Stigtomta
- Norrköping
- Malmslätt
- Hästholmen
- Visingsö
- Jönköping
- Skillingaryd
- Feringe
- Exen
- Skånes Fagerhult
- Farstorp

### Oslo–Bulltofta
- Fredrikstad, Norge
- Näsinge
- Svarteborg
- Orust
- Torslanda
- Ölmanäs
- Munkagård
- Halmstad
- Ängelholm och Fagerhult